# Далалоян, Павел Размикович
Павел Размикович Далалоян (22 ноября 1978 — 22 июня 2017, Воронеж) — российский футболист, выступавший на позиции нападающего. Сыграл четыре матча в премьер-лиге России.

## Биография
Начал выступать на взрослом уровне в любительских командах Воронежской области. В 1998 году дебютировал на профессиональном уровне в составе клуба «Кубань» из Славянска-на-Кубани, а в следующем сезоне играл за «Локомотив» (Лиски), обе команды выступали во втором дивизионе.
В начале 2000 года перешёл в «Уралан». Дебютный матч в премьер-лиге сыграл 8 апреля 2000 года против воронежского «Факела», выйдя на замену на 87-й минуте вместо Видаса Данченко. Всего сыграл 4 неполных матча в премьер-лиге, также принимал участие в четвертьфинале Кубка России, в котором «Уралан» одержал победу над московским «Динамо».
Вторую половину сезона-2000 провёл в составе липецкого «Металлурга», сыграл 5 матчей в первом дивизионе и поучаствовал в победе над петербургским «Зенитом» в Кубке, забив один из голов (2:1). Затем выступал во втором дивизионе за «Краснодар-2000» и «Славянск». С 2004 года играл за воронежское «Динамо» и с этой командой поднялся из любительских соревнований во второй дивизион.
В возрасте 28 лет завершил профессиональную карьеру, затем играл на любительском уровне в чемпионатах Воронежской и Белгородской областей. Выступал в ветеранских соревнованиях за воронежский «КИТ».
Погиб в ДТП 22 июня 2017 года на улице Гайдара в Воронеже. Похоронен в Воронеже.